# Джетта
Джетта (англ. Jetta, полное имя Джетта Джон-Хартли; англ. Jetta John-Hartley, род. 10 июня 1989, Ливерпуль) — британская инди-поп и рок-певица. Её песня «Feels Like Coming Home» была выбрана в качестве музыкальной темы к Google Zeitgeist 2013 — Year In Review. Данное видео набрало более 31 млн просмотра. 13 декабря 2013 года песня стала доступна на iTunes и Spotify. В 2014 году Джетта участвовала на музыкальном фестивале SXSW, проходившем в Остине, штат Техас.

## Биография
Джетта происходит из музыкальной семьи; её мать, Дженифер Джон была ирландской певицей и основателем а-капелла-квартета Sense of Sound, а её отец был звукорежиссёром. Была обнаружена менеджером Паломы Фейт, благодаря которому певица была какое-то время бэк-вокалисткой Фейт. Также она выступала бэк-вокалисткой рэпера Си Ло Грина во время его концертов, проходивших в частности на стадионе «Уэмбли». Позже начала сольную карьеру, выпустив свой дебютный сингл «Start A Riot», который на iTunes был прозван «синглом недели». Дебютный мини-альбом певицы «Crescendo» был спродюсирован Фаррелом Уильямсом, который также выступил режиссёром музыкального видео к «Start a Riot». В 2014 году её кавер-версия на песню Ten Years After «I’d Love To Change The World» была использована в трейлерах фильмов «Расцвет планеты обезьян», «Терминатор. Генезис», «Стрингер» и в одиннадцатом эпизоде одиннадцатого сезона сериала «Лицо интересов». В 2015 году сингл певицы «Feels Like Coming Home» был использован в одиннадцатом эпизоде одиннадцатого сезона телесериала «Анатомия страсти».

## Признание и отзывы
- «Уроженка Ливерпуля Джетта подобна смешению Адели, Соланж Ноулз и Флоренс Уэлч. Некоторые из её песен близки к жанру баллады, тогда как другие отличаются более быстрым темпом. Первая песня, которую следует послушать — „Start a Riot“» (Кэтрин Брукс, The Huffington Post)[14].
- "«„Start a Riot“» — это весьма уверенный дебютный сингл ливерпульской певицы и автора песен Джетты. В ней есть немного от The xx, немного от Флоренс и немного от хеви-метала. И если это вас не заинтриговало, мы не знаем, что же вообще может вас заинтриговать." (NME)[15]
- «Обладательница невероятного вокального и авторского дарования, гарантировавшая себе новое большое достижение — одобрение в 2013-м» (South by Southwest)[9][16].
- «Концертные выступления английской певицы Паломы Фейт обычно совершенно трансцендентны и полны возбуждающей гармонии и безумных причёсок Фейт.» (Марк Гудуччи, журнал Vogue)[17].
- В марте 2014 года названа Rolling Stone одной из «10 новых артистов, которых нужно узнать»[18].
- Названа одной из «10 групп, которых обязательно послушать на SXSW 2014» журналом Los Angeles[19].

## Дискография

### Мини-альбомы
| Название                                           | Подробности                                                                                       |
| -------------------------------------------------- | ------------------------------------------------------------------------------------------------- |
| Start a Riot (Только ограниченный тираж)           | - Выпущен: 14 января 2014 (США) - Лейбл: Самостоятельно - Формат: Цифровое скачивание             |
| Feels Like Coming Home (Только ограниченный тираж) | - Выпущен: 19 апреля 2014 (Великобритания) - Лейбл: Самостоятельно - Формат: Цифровое скачивание  |
| Start a Riot (Переиздание)                         | - Выпущен: 11 мая 2018 (США) - Лейбл: Самостоятельно - Формат: Цифровое скачивание                |
| Tonic                                              | - Выпущен: 24 августа 2018 (Великобритания) - Лейбл: Самостоятельно - Формат: Цифровое скачивание |

### Синглы
| Название                       | Год  | Сертификации  | Альбом                              |
| ------------------------------ | ---- | ------------- | ----------------------------------- |
| «Feels Like Coming Home»       | 2013 |               | Start a Riot Feels Like Coming Home |
| «Start a Riot»                 | 2014 |               | Start a Riot                        |
| «I’d Love to Change the World» | 2014 | RIAA: Золотой | неальбомный сингл                   |
| «Take it Easy»                 | 2016 |               | неальбомный сингл                   |
| «Zoo»                          | 2018 |               | неальбомный сингл                   |
| «Hangin'»                      | 2018 |               | Tonic                               |
| «Losing Control»               | 2018 |               | Tonic                               |
| «Fool»                         | 2018 |               | Tonic                               |
| «Enemy in Me»                  | 2018 |               | Tonic                               |

### Совместные синглы
| Название                                | Год  | Альбом           |
| --------------------------------------- | ---- | ---------------- |
| «Electrify» (Jakwob при участии Джетты) | 2012 | non-album single |

### Прочие появления
| Название                               | Год  | Альбом    |
| -------------------------------------- | ---- | --------- |
| «You Win»                              | 2013 | Kokowääh2 |
| «Slow Down» (Sigma при участии Джетты) | 2015 | Life      |